# Mordovija Arena
Mordovija Arena (rusky Мордовия Арена) je víceúčelový stadion sloužící zejména pro fotbal v Saransku (Mordvinsko, Rusko). Pojme 44 442 diváků. Domácí zápasy zde bude hrát fotbalový klub FK Mordovija Saransk. Stavba stadionu probíhala v letech 2010 až 2018.
Stadion hostil některé zápasy Mistrovství světa ve fotbale 2018.